# Lamar Hunt
Lamar Hunt (El Dorado, 12 agosto 1932 – Dallas, 13 dicembre 2006) è stato un dirigente sportivo statunitense e promotore di football americano, calcio, basket, tennis e hockey su ghiaccio negli Stati Uniti, venendo indotto nella Hall of Fame di tre diversi sport.
Fu il principale fondatore della American Football League (AFL) e della Major League Soccer (MLS), oltre che del predecessore della MLS, la North American Soccer League (NASL). Hunt cofondò la World Championship Tennis e fu il fondatore dei Kansas City Chiefs della National Football League, dei Kansas City Wizards e alla sua morte era il proprietario di due squadre della MLS, Columbus Crew e FC Dallas. Il più antico torneo di calcio negli Stati Uniti, la U.S. Open Cup (fondato nel 1914) ora porta il suo nome per i suoi contributi pionieristici in quello sport. A Kansas City, Hunt aiutò anche a stabilire i parchi a tema Worlds of Fun e Oceans of Fun. Fu inserito nella Pro Football Hall of Fame nel 1972, nella National Soccer Hall of Fame nel 1982 e nella International Tennis Hall of Fame nel 1993 e nella Walk of Fame sita nei pressi del Toyota Stadium di Frisco (Texas).

## Football americano

### Fondazione della American Football League
Grazie alla sua grande eredità nel campo del petrolio, Hunt si rivolse alla National Football League per fondare una franchigia di espansione ma ottenne un rifiuto. Nel 1959, il football professionistico era secondo solo alla Major League Baseball per popolarità ma i proprietari della NFL ritenevano di dover fare attenzione a non saturare il mercato troppo velocemente. Hunt cercò anche di acquistare i Chicago Cardinals sempre nella NFL con l'intento di trasferirli a Dallas ma ancora una volta non gli fu concesso.
In risposta, Hunt approcciò diversi altri uomini d'affari che non avevano avuto successo nel portare una franchigia nella NFL, incluso l'amico petroliere Bud Adams di Houston per formare una nuova lega. La American Football League fu fondata nell'agosto del 1959. Il gruppo degli otto fondatori fu soprannominato "Foolish Club", il club dei pazzi. L'obiettivo di Hunt fu di portare il football professionistico in Texas e di acquisire una squadra della NFL per la famiglia Hunt. Questi divenne il proprietario dei Dallas Texans e assunse come primo allenatore della squadra il futuro membro della Hall of Fame Hank Stram.

### I Kansas City Chiefs e la fusione con la NFL
I Dallas Texans furono una delle franchigie di maggior successo nei primi giorni della AFL ma i loro successi non riuscirono ad attirare numerosi tifosi, rimasti fedeli alla loro controparte della NFL, i Dallas Cowboys. Nel 1963 Hunt iniziò a considerare di trasferire la squadra. Kansas City divenne una delle città in lizza per aggiudicarsi la franchigia. Per convincere Hunt a spostare lì la sua squadra, il sindaco H. Roe Bartle promise ad Hunt un'affluenza di 25 000 spettatori a partita. Hunt alla fine optò per Kansas City e nel 1963 i Dallas Texans divennero i Kansas City Chiefs.
Nel 1966, la NFL e la AFL acconsentirono a fondersi, con una finale tra i campioni delle due leghe da disputarsi a fine stagione. Il 25 luglio 1966, in una lettera al commissioner della NFL Pete Rozelle, Hunt scrisse: "L'ho chiamato scherzosamente Super Bowl, un nome che ovviamente può essere migliorato in futuro". Hunt in seguito scrisse che quel nome gli venne da una palla giocattolo dei suoi figli chiamata Super Ball. Anche se i proprietari della NFL avevano deciso di chiamare la partita "AFL-NFL Championship Game," i media immediatamente preferirono il nome di Hunt "Super Bowl", che sarebbe diventato ufficiale dalla terza edizione della gara.
Nelle prime due stagioni dei Chiefs, l'affluenza non fu quella promessa dal sindaco Bartle ma nel 1966 questa salì a una media di 37 000 spettatori e due anni dopo sali a 51 000. Nel 1966 i Chiefs vinsero il loro primo campionato AFL, qualificandosi al primo Super Bowl della storia, dove persero coi Green Bay Packers. I Chiefs continuarono ad essere una formazione di successo per il resto degli anni sessanta e nel 1970, vinsero nuovamente il campionato AFL e il Super Bowl IV (l'ultimo Super Bowl in cui le due leghe furono separate) sui pesantemente favoriti Minnesota Vikings.
Nel 1972, Hunt divenne il primo personaggio proveniente dalla American Football League ad essere indotto nella Pro Football Hall of Fame. Il trofeo assegnato ogni anno ai vincitori della American Football Conference è chiamato Lamar Hunt Trophy. Nel 1984, Hunt fu anche indotto nella Texas Sports Hall of Fame.
Hunt insistette perché nelle pubblicazione della squadra, egli fosse indicato come il fondatore della squadra piuttosto che il proprietario. Il suo nome rimase pubblico nell'elenco telefonico fino alla sua morte.